# ليو بي. كارلن
ليو بي. كارلن هو سياسي أمريكي، ولد في 12 أغسطس 1908 في نيوآرك في الولايات المتحدة، وتوفي في 17 ديسمبر 1999 في Avon-by-the-Sea, New Jersey ‏ في الولايات المتحدة. نشط حزبياً في الحزب الديمقراطي.